# Frasera coloradensis
Frasera coloradensis là một loài thực vật có hoa trong họ Long đởm. Loài này được (C.M.Rogers) D.M.Post mô tả khoa học đầu tiên năm 1958.